# Marie Luise von Degenfeld
Maria Susanne Loysa von Degenfeld (n. 28 noiembrie 1634, Strasbourg - d. 18 martie 1677, Castelul Friedrichsburg, Mannheim) a fost o contesă din Palatinat (din 1667). Ea a fost damă de curte, amanta și ulterior soția principelui palatin Carol I Ludovic (1618-1680), fiul lui Frederic al V-lea și al Elisabetei Stuart.
Principele a avut 13 copii cu Marie Luise, din care numai opt au rămas în viață. Ea a murit în data de 18 martie 1677, la nașterea celui de-al paisprezecelea copil.

## Copii
Luise s-a căsătorit cu Carol I Ludovic al Palatinatului la 6 ianuarie 1658 la Schwetzingen. Copiii lor au fost:
- Charles Louis (15 octombrie 1658 – 12 august 1688), ucis în luptă;
- Caroline Elisabeth (19 noiembrie 1659 – 28 iunie 1696), căsătorită cu Meinhardt Schomberg, Duce de Schomberg; a avut patru copii, inclusiv Frederica Mildmay, Contesă de Mértola;
- Louise (25 ianuarie 1661 – 6 februarie 1733);
- Louis (n./d. 1662);
- Amalie Elisabeth (1 aprilie 1663 – 13 iulie 1709);
- George Louis (30 martie 1664 – 20 iulie 1665);
- Frederica (7 iulie 1665 – 7 august 1674);
- Frederick William (25 noiembrie 1666 – 29 iulie 1667);
- Charles Edward (19 mai 1668 – 2 ianuarie 1690);
- Sophia (n./d. 1669);
- Charles Maurice (9 ianuarie 1671 – 13 iunie 1702);
- Charles August (19 octombrie 1672 – 20 septembrie 1691), ucis în luptă;
- Charles Casimir (1 mai 1675 – 28 aprilie 1691), ucis în luptă.